# برايان غالاشر
برايان غالاشر (بالإنجليزية: Brian Gallacher)‏ هو لاعب كرة قدم بريطاني، ولد في 8 سبتمبر 1958 في غلاسكو في المملكة المتحدة. لعب مع نادي ألبيون روفرز ونادي بارتيك ثيسل ونادي دمبرتون ونادي سانت ميرين ونادي كيلمارنوك.